# Ewa Urszula Wilczur-Garztecka

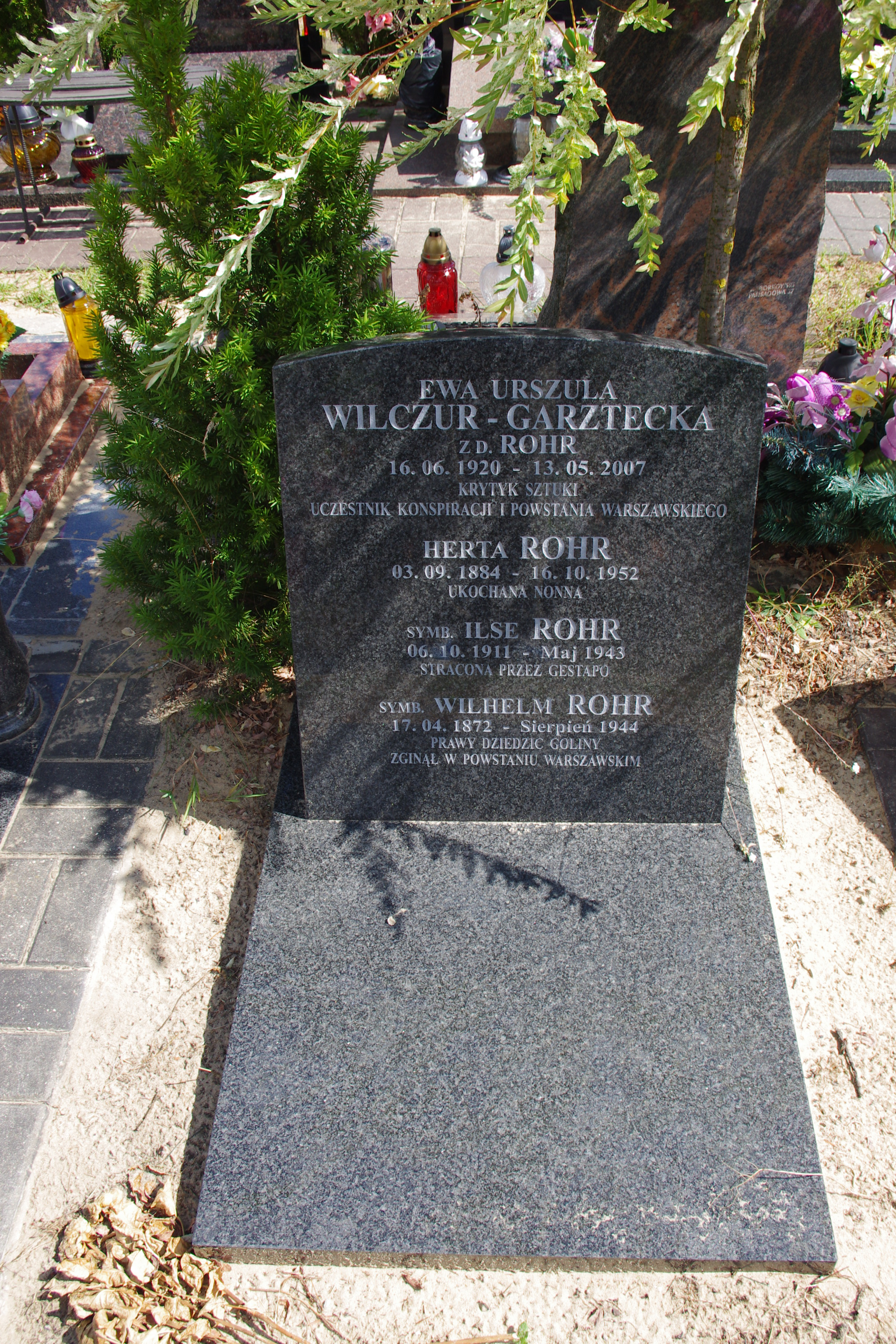
Grób krytyczki sztuki Ewy Urszuli Wilczur-Garzteckiej (1920–2007) na cmentarzu Komunalnym Północnym na Wólce Węglowej w Warszawie

Ewa Urszula Wilczur-Garztecka z domu Rohr (ur. 16 czerwca 1920 w Golinie Wielkiej, zm. 13 maja 2007) – polska krytyczka i promotorka sztuki nowoczesnej. 

## Życiorys
Działaczka lewicowej konspiracji, a w czasie II wojny światowej uczestniczka powstania warszawskiego. Współpracownik Ministerstwa Bezpieczeństwa Publicznego (informator "Monika"). Od 1962 ponownie współpracownik służb specjalnych PRL (Służby Bezpieczeństwa - ps. "Tkanina").  Żona pisarza Juliusza Wilczur-Garzteckiego. Współzałożycielka – wraz z mężem – Klubu Krzywego Koła, którego pierwsze spotkania odbywały się w ich mieszkaniu przy ulicy Krzywe Koło.
Pochowana na Cmentarzu Komunalnym Północnym na Wólce Węglowej w Warszawie.

## Wybrane odznaczenia
- Krzyż Kawalerski Orderu Odrodzenia Polski
- Złoty Krzyż Zasługi
- Warszawski Krzyż Powstańczy
- Odznaka Zasłużonego Działacza Kultury
- Srebrna odznaka honorowa „Za Zasługi dla Warszawy” (1978)[5]